# Riz pérenne

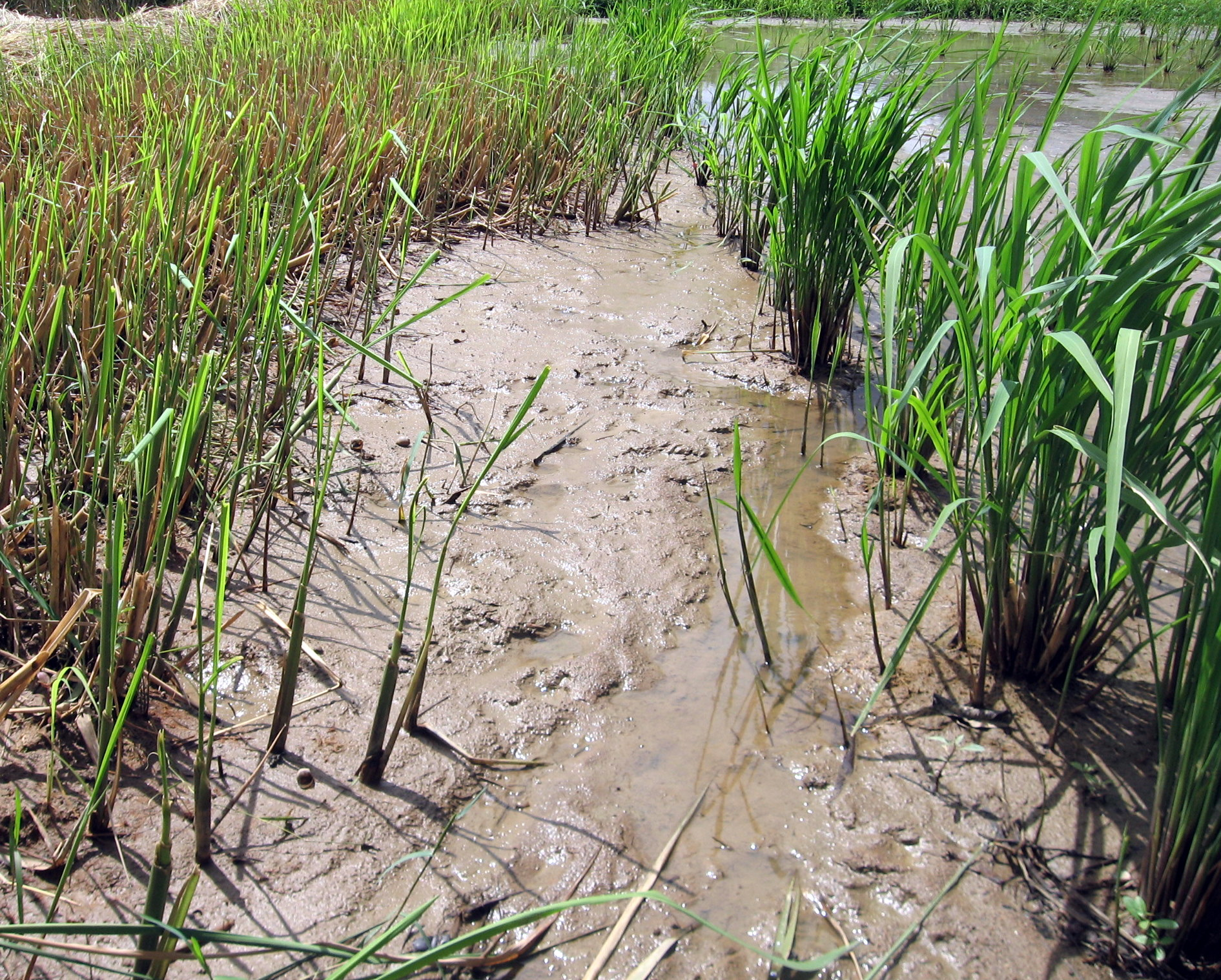
Riz repoussant à partir des rhizomes.

Les riz pérennes, ou riz vivaces, sont des variétés de riz à longue durée de vie qui sont capables de repousser saison après saison sans qu'il soit nécessaire de les resemer. Ces variétés sont mises au point par des phytogénéticiens dans différentes institutions. Bien qu'elles soient génétiquement distinctes et adaptées à différents climats et systèmes de culture, leur durée de vie est tellement différente de celle des autres types de riz qu'on les appelle collectivement « riz pérenne ». Le riz pérenne, comme beaucoup d'autres plantes vivaces, peut se propager par des tiges horizontales courant en dessous ou juste au-dessus de la surface du sol, mais aussi se reproduire sexuellement en produisant des fleurs, du pollen et des graines. Comme pour toute autre culture céréalière, ce sont les graines qui sont récoltées pour la consommation humaine ou animale.
Le riz pérenne est l'une des nombreuses céréales vivaces  qui ont été proposés, ont fait l'objet de recherches ou sont en cours de mise au point, dont le blé, le tournesol et le sorgho vivaces. Des agronomes soutiennent que l'augmentation des surfaces de paysages agricoles couverts à un moment donné par des cultures vivaces est un excellent moyen de stabiliser et d'améliorer le sol et de fournir des habitats à la faune sauvage.
La sélection de cultivars de riz pérenne a été lancée à l'Institut international de recherche sur le riz (IRRI) aux Philippines et se poursuivent actuellement à L'Académie des sciences agronomiques du Yunnan en Chine, ainsi que dans d'autres institutions, mais ces cultivars ne sont pas encore disponible pour la distribution.

## Riz vivaces et annuels
Le riz asiatique domestiqué, Oryza sativa est une plante à courte durée de vie. La plupart des cultivars meurent après avoir produit des graines, bien que certains puissent repousser et produire une deuxième récolte dans des conditions favorables. Dans les régions à climat doux, deux ou trois cultures de riz peuvent être cultivées chaque année. Sauf pour les récoltes, cela signifie que les tiges mortes doivent être enlevées, le sol labouré et de nouvelles semences semées à quelques mois d'intervalle.
En revanche, l'ancêtre sauvage du riz asiatique, Oryza rufipogon, vit souvent pendant de nombreuses années, produisant des semences chaque année et se propageant de manière végétative. En plus de ces types de plantes pérennes, certaines populations d'Oryza rufipogon sont des plantes annuelles ou à durée de vie intermédiaire.
D'autres espèces sauvages du genre Oryza sont également pérennes. Alors que le riz pérenne, Oryza rufipogon, se répand végétativement par des tiges au-dessus du sol (stolons), Oryza longistaminata, Oryza officinalis, Oryza australiensis, Oryza rhizomatis se propagent par des tiges souterraines (rhizomes).

## Avantages potentiels

### Limitation de l'érosion du sol

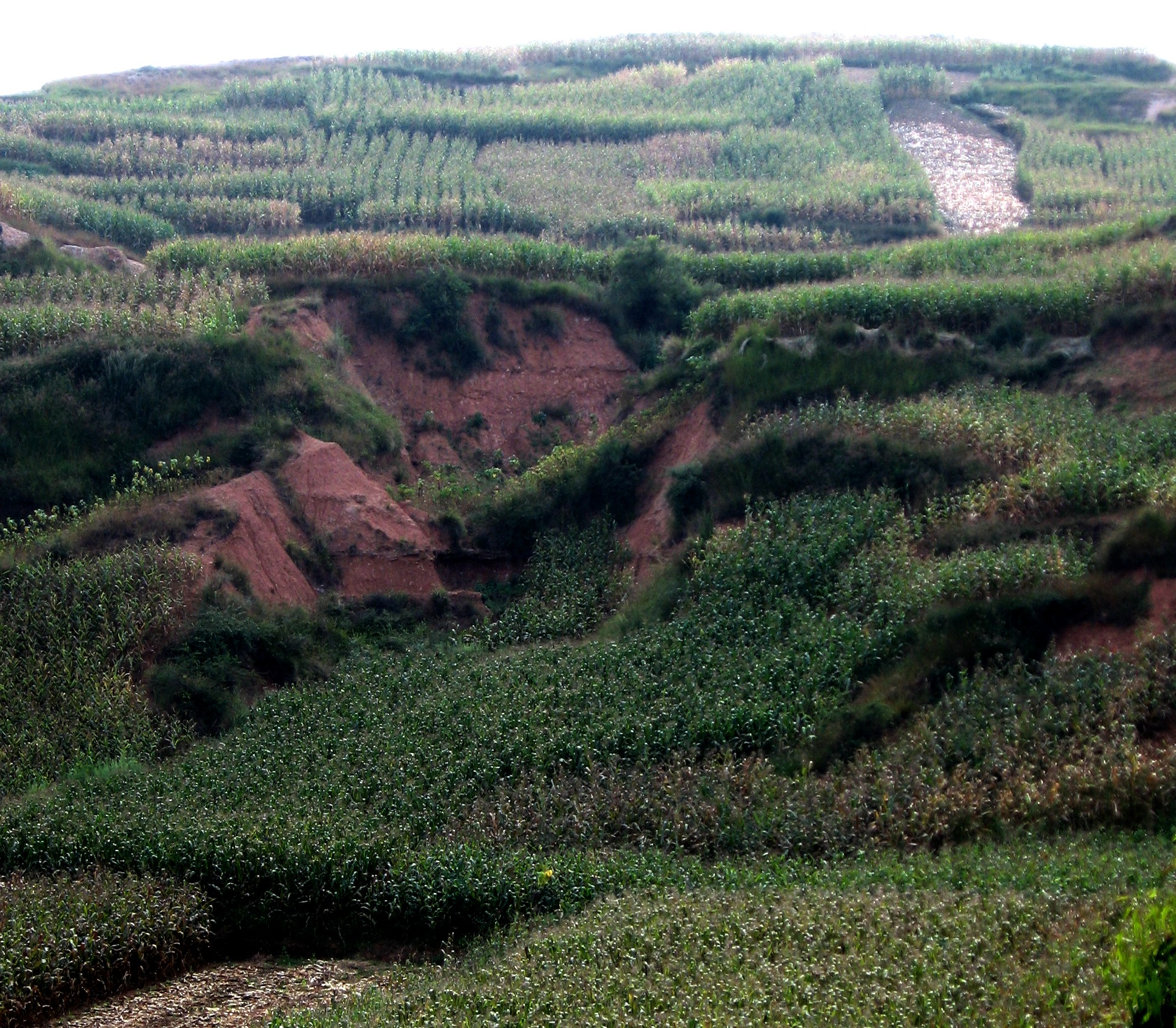
Ravines d'érosion dans une ferme de colline non aménagée en terrasses dans la province du Yunnan.

Les champs agricoles, en particulier ceux situés dans les zones tropicales humides qui ont été nettoyés de toute végétation ou récemment labourés sont très vulnérables à la perte de sol et de nutriments sous l'effet de l'érosion due au vent ou à l'eau, du compactage du sol et du déclin de la matière organique du sol et de la biomasse microbienne.
Les champs érodés deviennent moins productifs et les particules du sol et les éléments nutritifs dissous provoquent des problèmes environnementaux en aval, y compris l'hypoxie dans les océans et les rivières et le colmatage des réservoirs et des cours d'eau.
Les plantes vivaces repoussent rapidement après avoir été récoltées, rétablissant ainsi une couverture protectrice. Les champs n'ont pas besoin d'être labourés à nouveau après la plantation initiale.
Les chercheurs de l'Institut international de recherche sur le riz (IRRI) ont estimé que le riz pérenne « améliorerait la durabilité de la production alimentaire dans les hauts plateaux et en aval ».

### Réduction du taux de déforestation

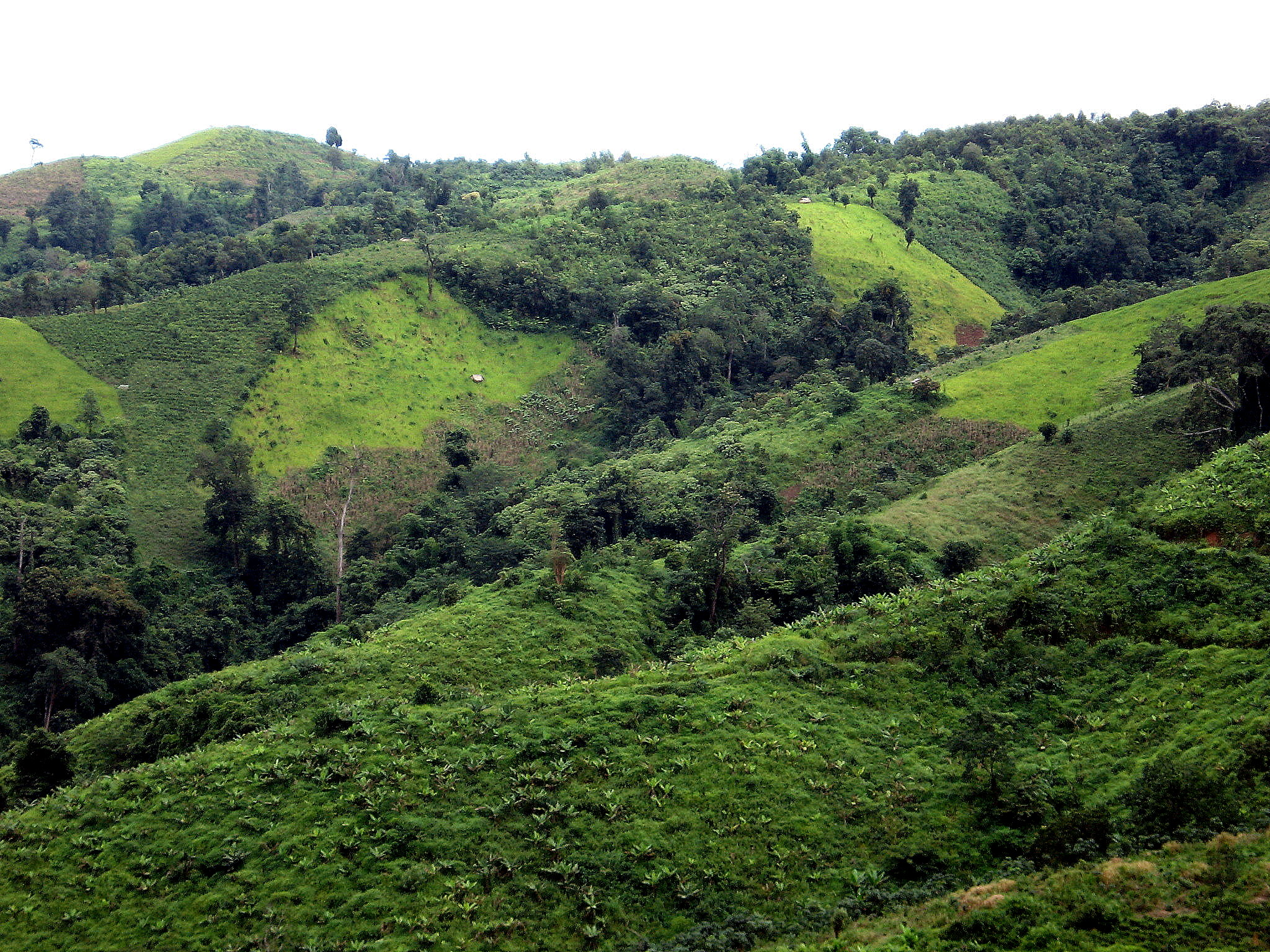
L'agriculture sur brûlis n'a laissé que quelques taches de forêt sur ces collines dans la province du Yunnan. Les taches vert clair correspondent aux riz des hautes terres.

Une céréale vivace, à rendement élevé, et nutritive, permettrait aux agriculteurs pauvres du monde entier de produire indéfiniment de la nourriture sur la même parcelle. À l'heure actuelle, de nombreux agriculteurs de subsistance défrichent des parcelles de forêt pour leurs cultures. Une fois que le sol et ses nutriments ont été emportés, la parcelle est abandonnée et une nouvelle portion de forêt est abattue et brûlée. La forêt peut finalement se régénérer sur la parcelle abandonnée, ou bien les graminées sauvages peuvent dominer la végétation.
Ce système de culture provoque des effets environnementaux tels que la perte de biodiversité, des émissions de dioxyde de carbone, un ruissellement plus important et la baisse des précipitations.
La déforestation pourrait être réduite par des pratiques qui préservent la productivité du sol.

### Autres avantages potentiels
- Résistance à la sécheresse : le riz annuel a un système racinaire peu profond et est très sensible à la sécheresse[14]. Une plante à longue durée de vie a le temps de développer un système racinaire profond et étendu, ce qui lui permet, théoriquement, d'accéder à plus d'humidité qu'une plante annuelle[10]. Un sol labouré se dessèche plus rapidement qu'un sol non labouré[15].
- Résistance à l'invasion des mauvaises herbes : la pression des mauvaises herbes a augmenté dans les systèmes de culture de riz de montagne, alors que la période de jachère a diminué[16]. L'écologiste américain, Jack Ewel, a écrit :  « Les mauvaises herbes sont largement reconnues comme un obstacle majeur à la culture continue dans les régions tropicales humides, et les champs sont souvent abandonnés davantage parce qu'on anticipe le développement de populations incontrôlables de mauvaises herbes qu'à cause d'une diminution de la fertilité ou de l'accumulation de nuisibles[8]. La restauration des herbages à l'aide de vivaces diminue le développement des mauvaises herbes annuelles[17] et les graminées vivaces, semées à des densités appropriées, peuvent même, dès qu'elles sont établies,  concurrencer les mauvaises herbes vivaces[18].
- Nutrition des plantes : alors que les espèces à enracinement peu profond, comme le riz[14], obtiennent la plupart de leurs éléments nutritifs de la terre végétale, les vivaces à enracinement profond peuvent obtenir une part significative de leur phosphore du sous-sol[8].

« Les racines profondes sont particulièrement importantes dans le cas des substrats pauvres en éléments nutritifs car elles augmentent le volume de sol exploité par la végétation. ».
- Réduction des besoins de transplantation, de désherbage et d'autres travaux astreignants.
- Utilisation plus efficace des engrais apportés.

## Inconvénients potentiels
1. Amélioration de l'habitat pour les parasites.  Si les champs ne sont pas laissés à nu pendant une partie de l'année, les populations de rongeurs et d'insectes peuvent augmenter. Le brûlage des chaumes de riz pérenne pourrait réduire ces populations, mais la combustion peut être interdite dans certaines régions. En outre, les rongeurs et les insectes vivant sous terre survivraient à la combustion, alors que le travail du sol perturbe leur habitat.
2. Rotation des cultures plus difficile.  La rotation des cultures est possible avec des systèmes de culture permanents, mais la rotation complète prend nécessairement plus de temps. Le ralentissement du rythme de rotation - par rapport aux cultures annuelles - pourrait permettre une plus grande accumulation d'agents pathogènes, de ravageurs ou de mauvaises herbes dans la phase pérenne de la rotation.
3. Détournement de la matière organique du sol au détriment de la productivité des plantes. En l'absence de travail du sol et dans les sols à taux de matière organique appauvri, les cultures ayant des systèmes racinaires très développés peuvent accumuler de la matière organique au point que presque tout l'azote et le phosphore du sol risque d'être immobilisé. La productivité peut alors diminuer jusqu'à ce que le taux de matière organique s'élève jusqu'à un niveau d'équilibre entre la minéralisation des éléments nutritifs et l'immobilisation des nutriments, ou jusqu'à l'ajout d'engrais au système.
4. Impact hydrologique. Les plantes vivaces peuvent mieux intercepter et utiliser les précipitations[19] que les plantes annuelles. Cela peut entraîner une baisse des nappes phréatiques ou une diminution du débit de surface vers les cours d'eau.
5. Réduction du transfert d'éléments nutritifs vers l'aval. Le remplacement généralisé des plantes annuelles par des plantes vivaces pourrait contribuer à stabiliser les sols et réduire la lixiviation des nitrates au point que le transfert de sédiments et de l'azote dissous vers les zones situées en aval pourrait être réduit. Les agriculteurs de ces zones peuvent actuellement compter sur ces intrants nutritifs. D'un autre côté, d'autres secteurs d'utilisation de l'eau pourraient bénéficier d'une amélioration de la qualité de l'eau.

## Environnements cibles du riz vivace

### Riziculture pluviale

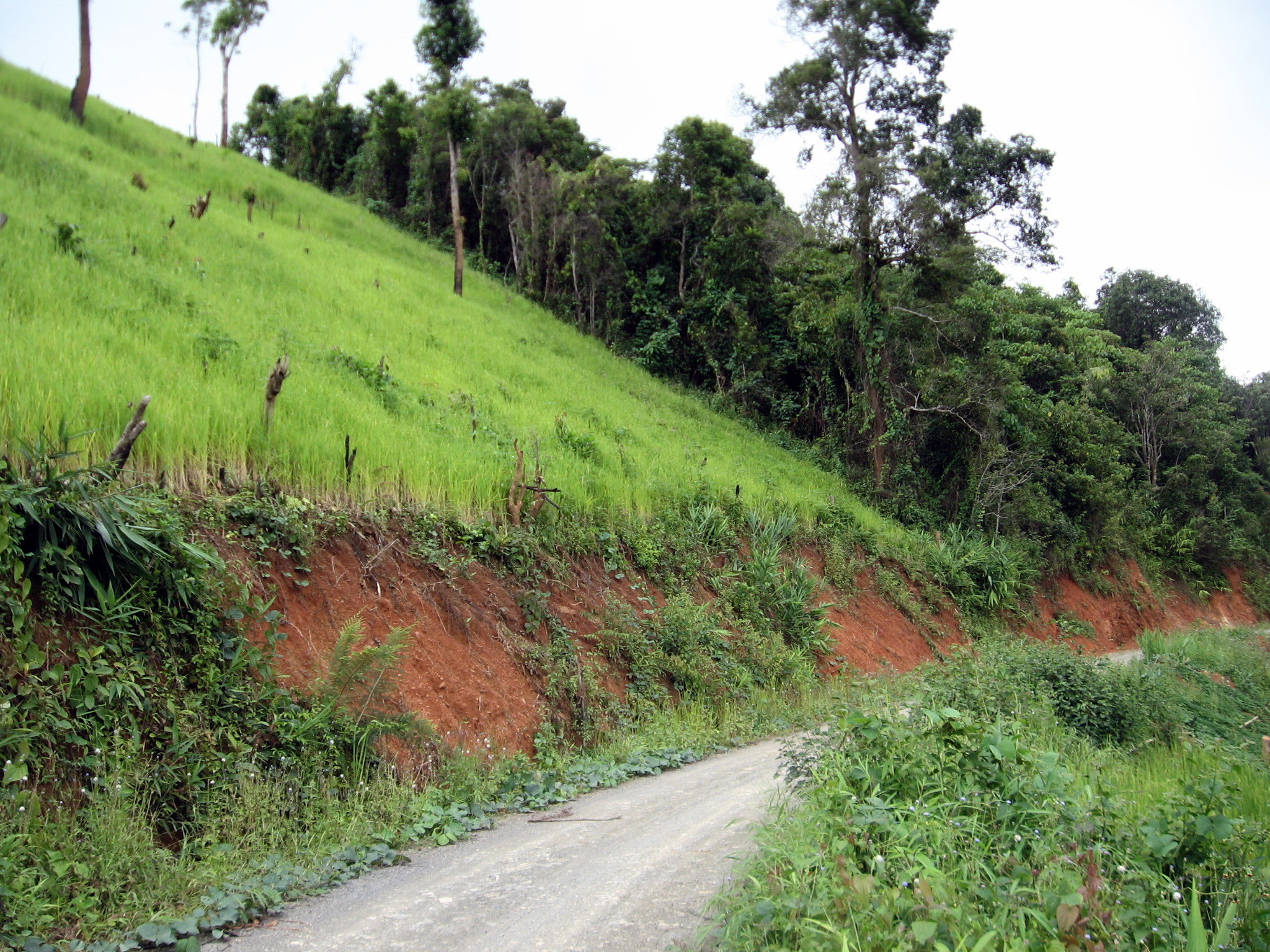
Riz pluvial poussant parmi les souches carbonisées d'une forêt récemment défrichée.

La riziculture pluviale s'étend sur plus de 30 000 km2 dans les montagnes et hauts-plateaux du sud de la Chine et dans le Sud-Est asiatique. Du fait que cette riziculture se pratique sur des sols en pente abrupte, non terrassés, il en résulte une érosion importante,, et une parcelle de terrain donnée ne peut produire du riz économiquement que pendant un an ou deux avant qu'on ne la rende à la végétation naturelle - seulement pour pouvoir la défricher à nouveau et la ré-ensemencer en riz quelques années plus tard. L'augmentation de la population et l'intensification de l'agriculture entraînent une diminution de la période de jachère. 
Cela constitue une recette puissante pour la dégradation des sols. Si le riz était une espèce vivace plutôt qu'annuelle, ses racines et sa couverture végétale épaisse vivantes et pérennes empêcheraient une telle érosion, tout comme la plantation de graminées sur les bas-côtés routiers en pente peut empêcher le ruissellement. Le riz pérenne pourrait produire des aliments indispensables année après année sur la même parcelle sans dégrader le sol.

### Riziculture inondée

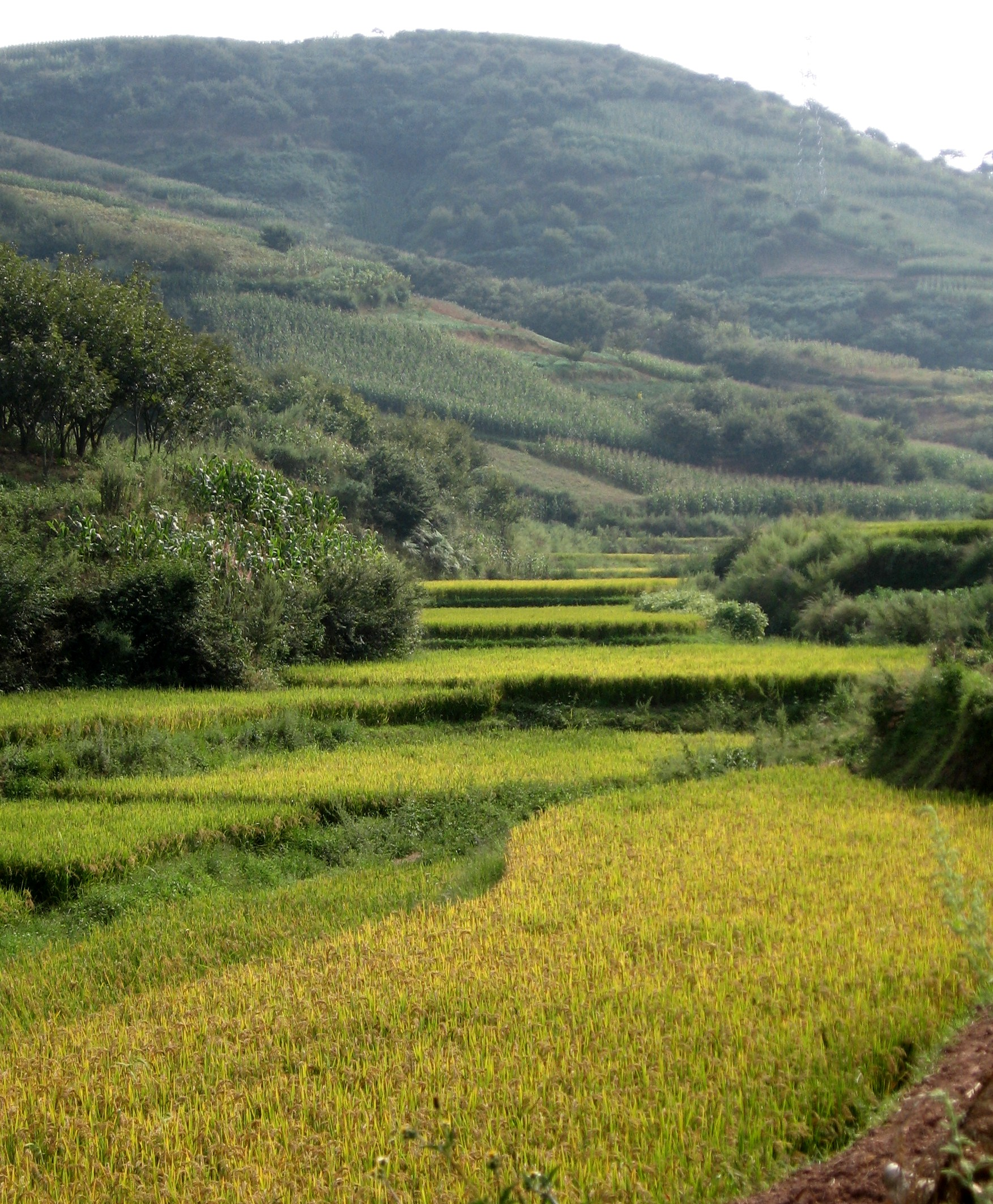
Rizière nivelées et endiguées dans une vallée de la province du Yunnan.

38 million ha (26 %) des terres consacrées à la riziculture dans le monde sont terrassées mais non-irriguées. Ce système de culture produit environ 17 % de la production mondiale de riz.
Alors que les systèmes de riziculture pluviale constituaient la cible initiale du projet de développement du riz pérenne, le mode de croissance pérenne pourrait se révéler avantageux dans les systèmes de riziculture dans lesquels l'érosion est moins préoccupante. Confronté à la sécheresse une année et à l'inondation l'année suivante, « ... le riziculteur peut être utilement considéré d'abord comme un gestionnaire du risque et de l'incertitude ». 
Compte tenu de la grande variabilité du taux d'humidité, de nombreux agriculteurs n'utilisent pas d'engrais du commerce. Avec la déforestation, le fumier peut être utilisé comme combustible pour la cuisson des aliments, rendant problématique la fertilisation agricole.
Lorsque les engrais sont achetés, les inondations peuvent se traduire par des phénomènes de ruissellement pouvant contaminer le système d'approvionnement en eau.
Les riz ayant des racines plus profondes, comme on le prévoit dans le cas du riz pérenne, pourraient exploiter l'humidité et les nutriments dans un volume de sol plus important que les types à enracinement moins développé. Le caractère pérenne pourrait réduire l'incertitude liée à la plantation et au repiquage lorsque les précipitations sont irrégulières. Les rhizomes resteraient simplement dormants  jusqu'à ce que les conditions de température et d'humidité soient adéquates pour déclencher l'émergence des plants.

### Riziculture irriguée
La riziculture irriguée est très productive et cette méthode de production doit être assez durable, car elle est pratiquée en Chine depuis des millénaires. 
Cependant, les variétés de riz rhizomateuses à haut rendement peuvent encore avoir des avantages, selon Dayun Tao.
- Fixation de la vigueur hybride : les hybrides de première génération entre deux lignées ou individus particuliers peuvent être exceptionnellement bons, mais peuvent être presque impossibles à recréer. Si l'individu exceptionnel était perenne et rhizomateux, des millions de plantes génétiquement identiques (clones) pourraient être produites à partir de morceaux de rhizomes.
- Faciliter la production de lignées consanguines : même si la propagule finale utilisable au champ par les agriculteurs est la semence hybride, et non les clones hybrides, les parents d'hybrides F1 exceptionnels pourraient être propagés par voie clonale s'ils étaient rhizomateux. Ces répliques génétiques pourraient être maintenues indéfiniment et croisées chaque année pour produire de nouvelles graines hybrides F1. Normalement, la recréation des parents par la voie de la reproduction sexuelle nécessite de nombreuses générations de croisements consanguins.
- Récoltes de repousses : dans certains environnements, des récoltes de céréales supplémentaires pourraient être faites chaque année si les plantes repoussaient rapidement. Les jeunes pousses issues de plantes adultes peuvent atteindre le stade de la reproduction plus rapidement que celles issues des semences. Le repiquage des boutures est plus rapide que le semis de graines, mais nécessite encore du temps et une préparation intensive sur le terrain et, bien sûr, une grande quantité de main-d'œuvre pour le repiquage.

D'autres avantages peuvent être imaginés dans cet environnement :
- Réduire le besoin de repiquage, de désherbage et d'autres travaux astreignants. En raison de la migration vers les villes, de nombreuses régions rurales d'Asie souffrent réellement de graves pénuries de main-d'œuvre.
- Utilisation plus efficace des engrais appliqués.

## Histoire de la recherche sur le riz pérenne

### Hybridation interspécifique et culture d'embryons, Thaïlande, début des années 1990

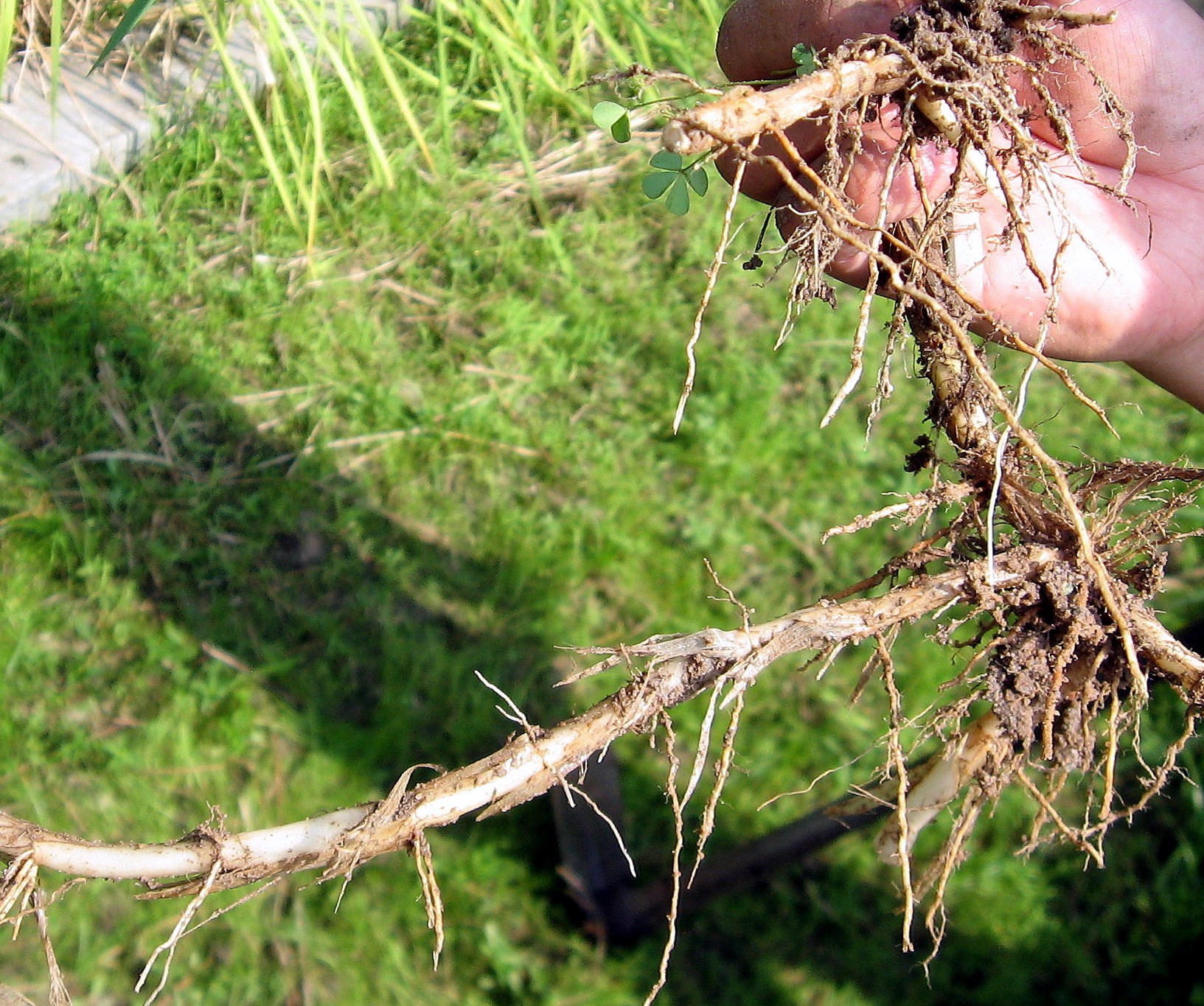
Rhizomes dO. Longistaminata, l'un des parents de l'hybride original de Dayun Tao.

Dayun Tao et Prapa Sripichitt, chercheurs du Département d'agronomie de l'université Kasetsart, à Bangkok, ont fait de nombreuses croisements entre le riz et les espèces d'Oryza rhizomateuses sauvages.
La difficulté de ce travail est illustrée par le seul cas d'hybridation réussie entre Oryza sativa et Oryza longistaminata. Pour obtenir cet hybride, 119 fleurons de riz ont été pollinisés, ce qui a produit 51 graines. De ces graines, 33 avaient des embryons cultivables, et un seul de ces embryons s'est transformé en une plante viable. Autrement dit, cette hybridation était relativement simple : 3000 pollinisations entre riz et Oryza rhizomatis' ont été nécessaires pour obtenir une seule plante viable. C'est un croisement chanceux à d'autres égards : l'hybride est sain et rhizomateux et partiellement fertile, permettant d'obtenir des graines F2.

### Programme de riz pérenne de montagne, Philippines, 1990-2001
Pour traiter le problème de l'érosion dans les régions de riziculture de montagne, l'Institut international de recherche sur le riz (IRRI) a lancé au milieu des années 1990 un programme de sélection de riz pérenne de montagne (Perennial Upland Rice (PUR) project).
En quelques années, le programme a réalisé d'importants progrès. L'équipe du projet Perennial Upland Rice a utilisé des populations dérivées de croisements interspécifiques entre le riz domestiqué,  Oryza sativa et deux espèces vivaces apparentées dans l'espoir qu'au moins une de ces stratégies permettrait aux gènes de pérennité d'être déplacés vers le pool génique du riz cultivé.
- - Oryza rufipogon comme donneur de caractères de pérennité. La fécondité des familles de descendants était généralement bonne, comme on aurait pu le prédire, étant donné qu'Oryza rufipogon est l'ancêtre du riz cultivé. Beaucoup de familles étaient vivaces et certaines des familles les plus productives étaient les plus vivaces, ce qui suggère que la sélection à la fois pour le rendement et la pérennité est possible[11].
  - Oryza longistaminata comme donneur de caractère de pérennité. Cette espèce africaine est génétiquement différente, fortement vivace et rhizomateuse. Les rhizomes peuvent survivre et se propager dans des conditions plus sèches que les stolons. L'inconvénient de ce donneur est qu'il est génétiquement plus éloigné du riz cultivé et les croisements et rétrocroisements sont beaucoup plus difficiles à réaliser. Les descendants des quelques croisements réussis sont pour la plupart stériles, et peu sont pérennes. Fait intéressant, beaucoup de plantes vivaces ne possèdent pas de rhizomes. Les rhizomes peuvent ne pas être essentiels à la survie, mais ils peuvent aider les plantes à survivre au stress et ils les aident certainement à se propager[28],[29].

### Cartographie des principaux gènes du rhizome, Chine, 1999-2001

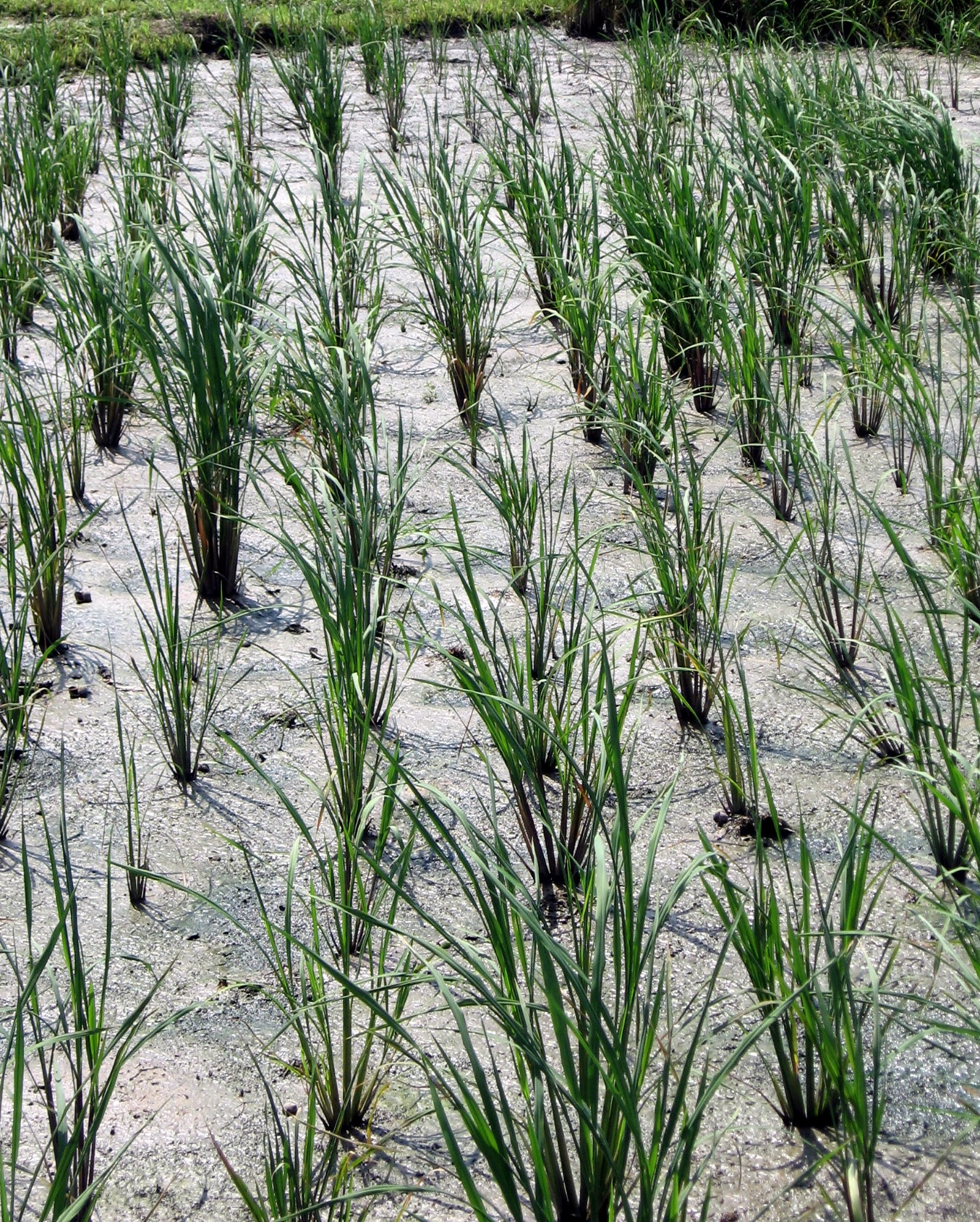
Parcelle de recherche sur le riz pérenne dans une station de recherche de l'YAAS dans l'île de Haïnan.

Hubert Fengyi, actuel directeur adjoint de l'Institut des cultures alimentaires de la Yunnan Academy of Agricultural Sciences (YAAS), a travaillé sur le projet du riz pérenne de l'IRRI et est l'auteur principal de l'article qui a le premier traité de la cartographie des gènes pour la production de rhizomes chez le riz.
En utilisant la population F2 dérivée du croisement Oryza sativa / Oryza longistaminata, deux gènes dominants complémentaires, rhz2 et rhz3 contrôlant la formation des rhizomes ont été cartographiés. Ces gènes se sont révélés correspondre à deux QTL associés au caractère rhizomateux chez le genre Sorghum, ce qui suggère que l'évolution vers la croissance de type annuelle s'est produite indépendamment, longtemps après que ces espèces ont divergé. Les efforts visant à cartographier plus finement ces gènes chez le riz sont en cours. Bien que d'autres gènes contribuent sans aucun doute aux caractères pérenne et rhizomateux, ces deux gènes sont nécessaires chez le riz. Les sélectionneurs utilisent des marqueurs de ces gènes pour aider à identifier les individus potentiellement pérennes.

### Sélection de populations, Chine, 2007 à aujourd'hui
Le projet de l'IRRI a pris fin en 2001 en raison des coupes budgétaires, mais l'Académie des sciences agronomiques du Yunnan (YAAS) à Kunming a continué la recherche. Les chercheurs ont considéré que les rhizomes sont plus tolérants au stress que les stolons, de sorte qu'ils se sont concentrés sur les populations issues de croisements avec Oryza longistaminata. Comme Eric Sacks et ses collègues l'ont découvert à l'IRRI, les plants constituant ces populations manquent souvent de rhizomes et ont un niveau élevé de stérilité. Trouver les plants, extrêmement rares, ayant à la fois des rhizomes et un bon niveau de fertilité, a nécessité des opérations de criblage sur de vastes populations issues de la génération F2 et de rétrocroisements,.

## Objectifs de la sélection des riz pérennes

### Restauration de la fertilité des semences
La stérilité est un gros problème dans le programme de sélection du riz pérenne.
La cartographie génétique, appliquée aux gènes qui causent une stérilité partielle ou complète chez de nombreux hybrides interspécifiques, a permis de cartographier 35 de ces gènes dans le genre Oryza.

### Mise au point de méthodes d'identification rapide des plantes rhizomateuses
- La sélection assistée par marqueurs permet de passer au crible un grand nombre de plantes pour les marqueurs de rhizomes. Au champ, les plantes sont évaluées d'abord pour la production de rhizomes, puis pour la fertilité des graines, et enfin pour la viabilité du pollen par coloration.
- La cartographie fine des gènes du rhizome améliorera l'efficacité de la sélection assistée par marqueur ou permettra même de cloner les gènes du rhizome et d'utiliser des techniques génétiques recombinantes.

### Élimination des gènes indésirables d'Oryza longistaminata
A côté de gènes potentiellement utiles pour le développement des rhizomes, la tolérance au stress et la résistance aux maladies, des gènes indésirables provenant d'Oryza  longistaminata sont également présents dans les populations de sélection. Les rétrocroisements vers les variétés de riz à haut rendement sont une façon de réduire la fréquence de ces allèles sauvages.
- Arêtes : les espèces sauvages d'Oryza ont des arêtes, mais les agriculteurs préfèrent le riz sans arêtes.
- Petite taille des graines : les espèces d'Oryza sauvages ont des graines de petite taille, mais des graines plus grandes sont plus faciles à battre et à nettoyer. Les graines plus grandes germent plus vigoureusement. L'augmentation de la taille des semences est une façon d'augmenter le rendement en grains.
- Qualité de grain altérée : il est difficile d'obtenir les propriétés de saveur et de cuisson des variétés traditionnelles de riz, et il existe des milliers de variétés locales aux propriétés uniques. Choisir parmi les objectifs de qualité possibles et ensuite les atteindre est un « défi formidable »[33] pour tous les programmes de sélection du riz.
- Faible rendement : le rendement élevé des variétés de grains d'élite est toujours compromis par le croisement avec des souches sauvages. Cependant, même les espèces de riz sauvages à faible rendement peuvent posséder des gènes d'augmentation du rendement[34],[35].